# Miąższość
Miąższość – grubość warstwy (np. skalnej), kompleksu warstw lub innych struktur geologicznych, mierzona pomiędzy stropem a spągiem.

## Podział
Rozróżnia się miąższość rzeczywistą (stratygraficzną) i miąższość pozorną. Miąższość rzeczywista to, mierzona w kierunku prostopadłym, najkrótsza odległość między stropem i spągiem warstwy. Miąższość pozorna to każda odległość między stropem i spągiem warstwy nie mierzona w kierunku prostopadłym. Miąższość pozorna jest zawsze większa od miąższości rzeczywistej. Termin miąższość bez przymiotnika oznacza zwykle miąższość rzeczywistą.